# Este24
L'Este 24 è una barca a vela italiana disegnata da Germán Frers che nasce con il preciso scopo di regatare in una rigida classe di monotipia A.C. Este24.

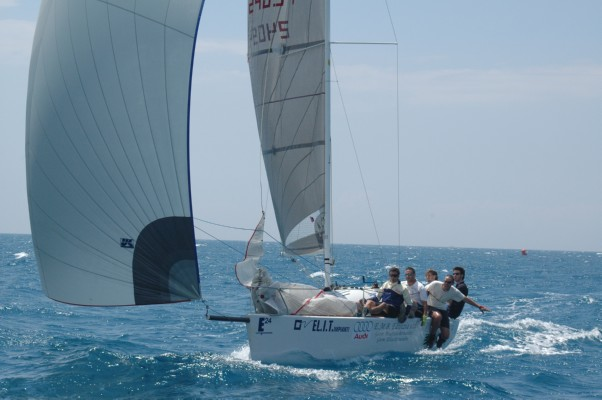
PARA BELLVM in regata al Gavitello d'Argento 2007

Tuttavia la discreta vivibilità interna permette un uso crocieristico su brevi periodi.
Esternamente l'Este 24 gode di un ampio pozzetto, e anche internamente gli spazi sono piuttosto generosi. Presenta infatti un ampio triangolo di prua e due lunghe panche in paratia. È presente anche l'alloggio per il wc chimico e uno spazio dove poter montare un lavabo.
L'armo di coperta è composto da: albero frazionato in alluminio a un ordine di crocette, boma con tesa base e terzaroli, bompresso retrattile in carbonio, vang, sartiame e arridatoi graduati, lande inox 316, drizze: 1 randa, 1 fiocco, 1 fiocco pesante, 2 spinnaker.
La facilità di manovra in tutte le condizioni di vento e di mare consente all'Este 24 di navigare anche con pochissimo vento eliminando quasi definitivamente il problema del motore.
La deriva è a baionetta retrattile e la carrellabilità dell'Este 24 è garantita da un carrello trainabile da un'autovettura di media cilindrata.
Anche l'albero, appoggiato in coperta, è smontabile senza necessità di gru e tutta la manovra di armamento della barca, compresa la messa in acqua, non richiede più di tre quarti d'ora di lavoro da parte di tre persone.
La classe monotipo Este 24 è stata costituita ufficialmente nel 1995 e l'attività sociale offre agli armatori numerose possibilità di regatare.